# Chanteix
 Chanteix  (en occitano Chantés) es una comuna y población de Francia, en la región de Lemosín, departamento de Corrèze, en el distrito de Tulle y cantón de Seilhac.
Su población municipal en 2008 era de 565 habitantes.
Está integrada en la Communauté de communes Tulle et Cœur de Corrèze.

## Demografía
| 1 088 | 1 053 | 910 | 1 033 | 1 225 | 1 184 | 1 214 | 1 277 | 1 121 | 1 151 | 1 122 | 1 015 | 1 035 | 1 048 | 1 143 | 1 195 | 1 187 | 1 230 | 1 260 | 1 179 | 1 025 | 1 028 | 984 | 1 002 | 827 | 734 | 710 | 642 | 565 | 520 | 520 | 517 | 565 |
| Para los censos de 1962 a 1999 la población legal corresponde a la población sin duplicidades (Fuente: INSEE [Consultar]) |       |     |       |       |       |       |       |       |       |       |       |       |       |       |       |       |       |       |       |       |       |     |       |     |     |     |     |     |     |     |     |     |